# كرونوسلاف يورشيتش
كرونوسلاف يورشيتش (بالكرواتية: Krunoslav Jurčić) (مواليد 26 نوفمبر 1969) هو لاعب كرة قدم. يلعب مع منتخب كرواتيا لكرة القدم. سبق له أن لعب في كأس العالم لكرة القدم مع منتخب بلاده وهو يدرب حالياً نادي بيراميدز المصري
درب سابقاً نادي النصر السعودي حالياً بعد إقالة جوستافو كوينتيروس

## روابط خارجية
- كرونوسلاف يورشيتش على موقع الاتحاد الدولي (مؤرشف)  (الإنجليزية)
- كرونوسلاف يورشيتش على موقع قاعدة بيانات كرة القدم.إي يو (الإنجليزية)
- كرونوسلاف يورشيتش على موقع بيانات كرة القدم. دي إي (الألمانية)
- كرونوسلاف يورشيتش على موقع ناشيونال فوتبول تيمز (الإنجليزية)
- كرونوسلاف يورشيتش على موقع عالم كرة القدم.نت (الإنجليزية)